# الانتخابات في صوماليلاند
تنتخب صوماليلاند على المستوى الوطني رئيس الدولة ( الرئيس ) والمجلس التشريعي . يتم انتخاب الرئيس من قبل الشعب لمدة خمس سنوات. يتكون البرلمان ( Baarlamaanka ) من مجلسين . يتألف مجلس النواب ( Golaha Wakiilada ) من 82 عضوا ينتخبون لمدة خمس سنوات. سيتكون مجلس الحكماء ( Golaha Guurtida ) من 82 عضوًا يمثلون الزعماء التقليديين. تتمتع أرض الصومال بنظام متعدد الأحزاب ، حيث يوجد العديد من الأحزاب التي لا يحظى فيها حزب واحد بفرصة اكتساب السلطة بمفرده ، ويجب على الأحزاب العمل مع بعضها البعض لتشكيل حكومات ائتلافية .